# 天臨四將
天臨四將（Warriors of the Sky）是漫威漫畫與網石遊戲(Netmarble Corporation) 創作的超級英雄團隊，首次登場於《MARVEL未來之戰》。團隊包含4位亞洲各地的原創超級英雄，分別來自泰國、台灣、馬來西亞、越南聚集。

## 團隊
- 青龍：來自越南的貴族之女
- 戰虎：來自泰國的古老戰士
- 鳳皇：來自馬來西亞的海盜
- 玄武：來自台灣的黑幫家庭

## 其他媒體

### 電子遊戲
- 漫威超級戰爭：戰虎，玩家可控制角色。

## 資料來源
1. ↑  超級英雄團隊「天臨四將」　網石《MARVEL未來之戰》登場 2019.10.28 上報
2. ↑  《MARVEL 未來之戰》全新原創 4 人英雄團隊「天臨四將」登場  巴哈姆特 2020年01月09日